# Нордин, Сийри
Си́йри Но́рдин (Siiri Nordin; род. 15 октября 1980, Хельсинки) — финская певица. Она была солисткой рок-группы Killer, прекратившей существование в 2005 году. Нордин записала сольно песню «Valehtelisin jos väittäisin» и кавер-версию хита Джин Питни «Something’s Gotten Hold of My Heart» (на финском — «Sydämeni osuman sai»); обе они вошли в саундтрек к фильму Helmiä ja sikoja («Бисер и свиньи», 2003).
В 2004 году отошла от музыки, а осенью заключила гражданский брак с подругой Мирьей.
В апреле 2006 года она выпустила сольный альбом под названием Me Too на финском лейбле Next Big Thing. В марте 2008 года вышел её альбом на финском языке Lyö Tahtia, который занял 15-е место в хит-параде Финляндии.

## Дискография
- Me Too (2006)
- Lyö tahtia (2008)
- Paremmin kuin kukaan (2011)[5]